# جيري راولينغز
جيري راولينغز (22 يونيو 1947 - 12 نوفمبر 2020)، هو ضابط عسكري وسياسي غاني، شغل منصب رئيس جمهورية غانا لثلاث فنرات بين عامي 1979 - 2001.

## روابط خارجية
- جيري راولينغز على موقع الموسوعة البريطانية (الإنجليزية)
- جيري راولينغز على موقع مونزينجر (الألمانية)
- جيري راولينغز على موقع إن إن دي بي (الإنجليزية)